# Skräckfilm

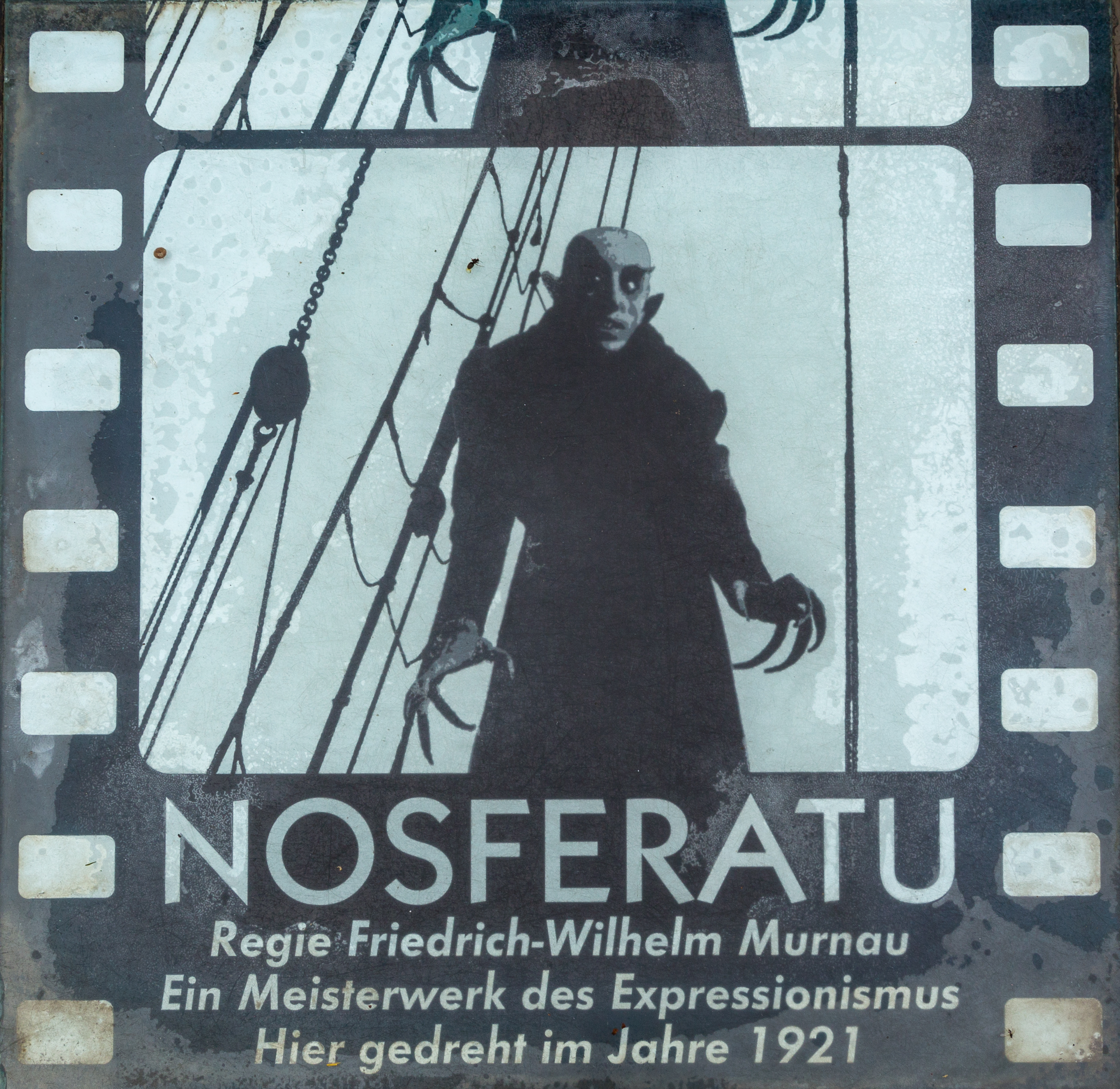
Monument för filmen Nosferatu (1922), en tidig känd skräckfilm.

Skräckfilm är en filmgenre – eller en grupp av genrer – som försöker skrämma alternativt chockera åskådarna via något okänt, övernaturligt eller tabubelagt. Historierna kan inkludera monster, seriemördare, spöken eller onda krafter. Även spänning, äckel och allmänt obehag kan inkluderas i de uppväckta känslorna, och målsättningen att väcka fysiska reaktioner har gjort att genren kopplats samman med kroppsgenrer. Inspiration till genren är bland annat den gotiska romanen och den tyska 1920-talsfilmen.

## Definition och innehåll
Några av de mest förekommande elementen i skräckfilm inkluderar vampyrer, zombier (och andra former av återuppväckta lik), varulvar, uråldriga förbannelser, spöken, demoner och/eller demonisk besittning, ond clown, satanism, onda barn, mördare, ondskefulla djur, ting såsom dockor givna liv med hjälp av svart magi eller vetenskap, spökhus, kannibaler, och illvilliga utomjordingar. Thrillerfilmer om seriemördare brukar ibland anses vara en del av skräckgenren.
Specifika berättelser och karaktärer, ofta från klassisk litteratur, har också visat sig vara populärt, och har inspirerat till många uppföljare, nyinspelningar och efterapningar. Dessa inkluderar Dracula, Frankenstein, mumien i Mumien vaknar, Varulven och Dr. Jekyll och Mr. Hyde. En hel del skräckfilmer blandar flera genrer, särskilt science fiction, fantasy och thriller. Gränsen mellan skräck och dessa genrer har ofta varit en källa till debatt bland fans och filmkritiker.
Skräckfilmen förknippas ofta med låg budget och exploatering, men även stora studior och respekterade regissörer har bidragit regelbundet till genren. Genrens marginella status har orsakat den mycket kritiskt avvisande och moralisk fördömelse genom filmhistorien. De senaste decenniernas nya generationer av filmkritiker, mer inriktade på att ta populära genrer seriöst, har gett skräck betydande uppmärksamhet och analys, särskilt i hänseende till dess subversiva innehåll. Över samma period har den dock kommit att bli en stor källa till kontroverser, eftersom dess innehåll av grovt våld har ökat, liksom beskyllningar för att vara kvinnofientliga, särskilt från feministiska kritiker.

## Historia

### Tidiga milstolpar
Skräckgenren är nästan lika gammal som filmen själv. De första skildringarna av övernaturligheter förekommer i många kortstumfilmer skapade av filmpionjärerna Georges Meliès och Alice Guy-Blaché runt sekelskiftet 1900. De tidigaste äkta skräckfilmerna gjordes dock av tyska filmskapare under 1910- och 1920-talen, av vilka många har haft inflytande på senare Hollywood-produktioner. Paul Wegeners Der Golem (1915) nyskapande; 1920 blev Robert Wienes Doktor Caligaris kabinett var både kontroversiell hos den amerikanska publiken, på grund av dess efterkrigssentiment, och inflytelserik med dess tyskexpressionistiska stil; den mest bestående skräckfilmen från eran är sannolikt den första vampyrfilmen, F. W. Murnaus Nosferatu (1922), en olicensierad filmanpassning av Bram Stokers roman Dracula.
Tidiga Hollywood-dramer famlade sig bland skräckteman, exempelvis Ringaren i Notre Dame (1923) och The Monster (1925), båda med Lon Chaney, den första amerikanska skräckfilmstjärnan. Han är dock främst känd för sin roll i Fantomen på Stora operan (1925).

### 1930- och 1940-talen

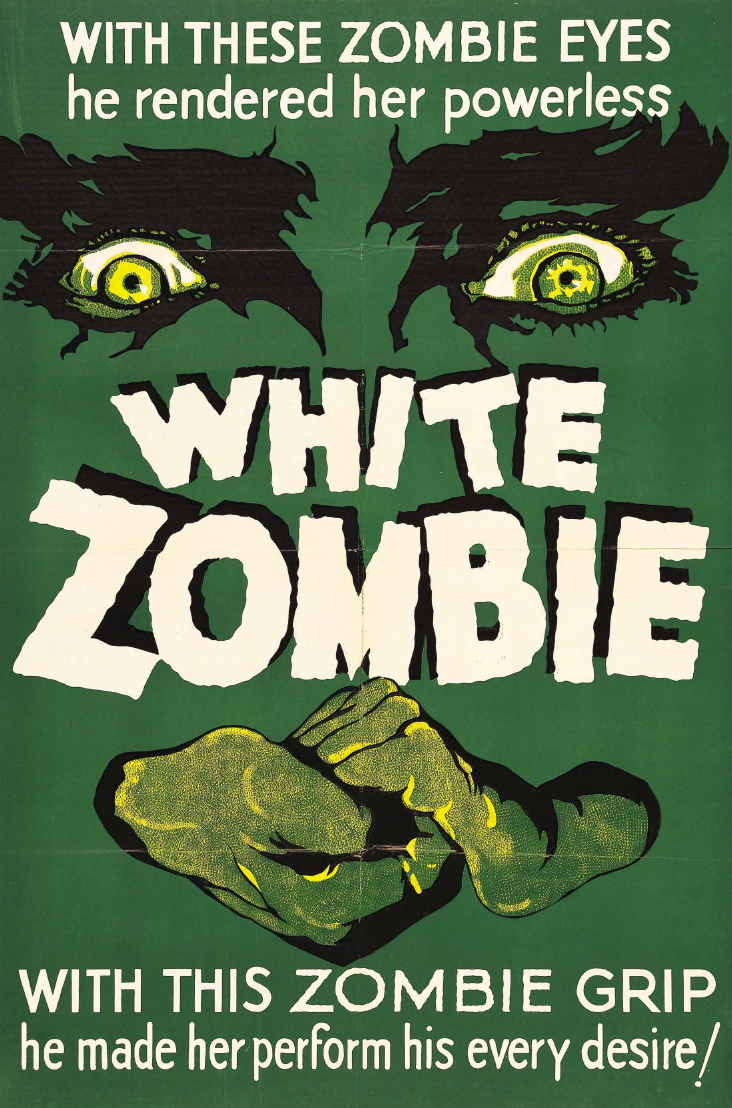
White Zombie (1932), med Bela Lugosi.

Det var under det tidiga 1930-talet som amerikanska filmproducenter, särskilt Universal Pictures Co. Inc., populariserade skräckfilm, och tog gotiska filmatiseringar till vita duken, exempelvis Dracula (1931) och Mumien vaknar (1932), en del med en blandning av science fiction och gotisk skräck, som till exempel James Whales Frankenstein (1931) och Den osynlige mannen (1933). Dessa filmer, medan de var avsedda att ge spänning, hade också mer allvarliga element, och var inspirerade av den tyska expressionismen från 1920-talet. En del skådespelare började leda karriärer i genren, särskilt Boris Karloff och Bela Lugosi.
Andra studior under eran hade betydligt mindre framgångar, men Rouben Mamoulians Dr. Jekyll and Mr. Hyde (Paramount, 1931) och Michael Curtiz The Mystery of the Wax Museum (Warner Brothers, 1933) var båda viktiga skräckfilmer.
Universal fortsatte in på 1940-talet med Varulven (1941), inte den första varulvsfilmen, men säkerligen den mest inflytelserika. Genom hela 1940-talet producerade Universal också flera uppföljare i Frankenstein-serien, såväl som ett antal filmer i vilka de buntade ihop flera av deras monstren. Val Lewton producerade också en serie inflytelserika och atmosfäriska B-filmer för RKO, inklusive Rovdjurskvinnan (1942), Svart mystik (1943) and Gravplundraren (1945).

### 1950-talet

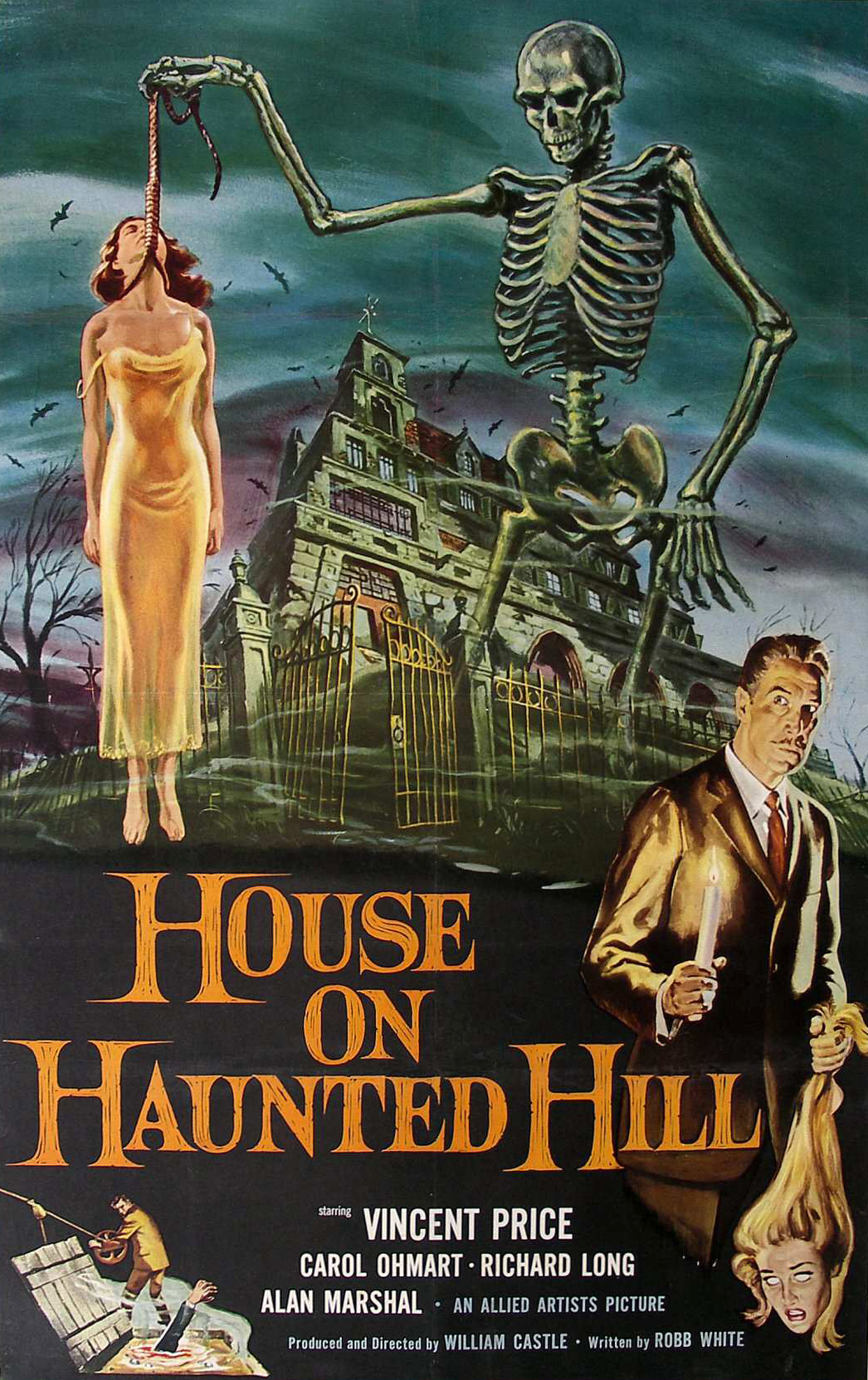
Affisch för William Castles Skriet vid midnatt (1959)

Med de dramatiska förändringar i teknologi som skedde under 1950-talet skiftades tonen i skräckfilmer från gotik mot science fiction. Klassiska sci-fi-rysare som Fantomen från Mars (1951; tillskrivs i för/eftertexterna Christian Nyby, men anses allmänt vara Howard Hawks verk) och Don Siegels Världsrymden anfaller (1956) lyckades kanalisera Kalla krigets paranoia i atmosfärisk spänning utan att tillgripa direkt exploatering av tidens händelser. Filmskapare fortsatte att blanda element av science fiction och skräck långt därpå. 
En till synes ändlös parad av lågbudget-produktioner som handlade om mänsklighetens övervinnande av hot från utomjordiska invasioner och dödliga mutationer av människor, växter och insekter. Dessa filmer gav en omfattande möjlighet till exploatering av publiken, genom gimmickar som 3D-film och "Percepto" (producenten William Castles elchock-teknik som användes till The Tingler från 1959) som drog publik vecka efter vecka. Castle använde även andra kreativa marknadsföringstrick för att locka publiken. För att marknadsföra filmen Macabre (1958) gavs alla biobesökare en livförsäkring värd $1000 för den händelse de skulle dö av skräck under filmen. 
Under det sena 1950-talet och tidiga 1960-talet märktes en ökning av antalet studior som koncentrerade sig särskilt på skräck. Betydande var brittiska produktionsbolaget Hammer Films, som specialiserade sig på blodiga nyinspelningar av klassiska skräckhistorier, ofta med Peter Cushing och Christopher Lee, inklusive The Curse of Frankenstein (1957) and Dracula (1958). Hammer, och regissören Terence Fisher, är allmänt erkända som pionjärer inom modern skräckfilm.
American International Pictures (AIP) gjorde en serie filmer baserade på berättelser av Edgar Allan Poe, producerade av Roger Corman med Vincent Price. Dessa ibland kontroversiella produktioner beredde väg för grövre våld i både skräck och annan film.
Mot slutet av decenniet började Tyskland producera vad som skulle bli en långlivad serie filmer kända som krimis, hårdkokta deckare och thrillers som skulle visa sig vara mycket betydelsefulla för Italiens filmindustri.

### 1960-talet

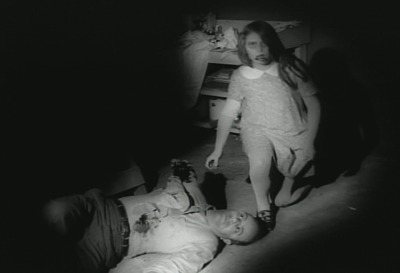
En ung zombie och hennes offer, från Night of the Living Dead (1968).

Under 1960-talet flyttade sig genren mer mot skräck av det psykologiska slaget, med thrillerfilmer som Alfred Hitchcocks Psycho (1960) genom att använda sig av mänskliga monstren snarare än övernaturliga sådana för att skrämma publiken; Michael Powells Peeping Tom var ett betydande exempel på detta. Psykologiska skräckfilmer fortsatte framträda sporadiskt, med När lammen tystnar från 1991 som en senare höjdpunkt i subgenren (dessa filmer kan dock också betraktas som kriminalare eller thrillers).
Spöken och monstren var fortfarande populära: De oskyldiga (1961) och Det spökar på Hill House (1963) var två övernaturlighetsbetingade psykologiska skräckfilmer från det tidiga 1960-talet, med högt produktionsvärde och gotisk atmosfär. Hitchcocks Fåglarna (1963) hade en mer modern bakgrund; den var ett exempel på ett hot från Moder Natur kombinerat med psykologisk skräck.
Lågbudgetsplatterfilmer från Herschell Gordon Lewis framträdde också. Exemplen inkluderar Blood Feast (1963, om en djävulskult) och Two Thousand Maniacs! (1964, om en spökstad), i vilka det figurerade både rikligt med blod och sönderslitande av kroppar.
Krimi-trenden från Tyskland och den framgång den rönte runt om i Europa hade inte gått den italienska filmindustrin förbi och Mario Bava gjorde en liknande film fast i färg, Blood and Black Lace. Det var den första riktiga giallon som såg dagens ljus. Hans film skulle under 60-, 70- och en bit in på 80-talet få oräkneliga kopior. Receptet var enkelt, lägg upp ett mordmysterium, peppra med blodiga specialeffekter och avklädda kvinnor.
En av de mest inflytelserika skräckfilmerna från det sena 1960-talet var George Romeros Night of the Living Dead (1968). Denna zombiefilm bedömdes senare som "kulturellt, historiskt och estetiskt betydande" nog för att bevaras av amerikanska National Film Registry (en underavdelning till Library of Congress). Genom att blanda psykologisk thriller med splatter flyttade den genren ytterligare ifrån de gotiska trenderna från tidigare eror.

### 1970-talet
När Produktionskoden (även känd som Hays Code) från MPPDA 1964, som bestämde vad som var moraliskt tillåtet i film, togs bort, och när de finansiella succéerna hos blodiga lågbudgetfilmer blev allt fler åren därpå, samtidigt som allmänheten blev mer intresserad av det ockulta, återskapade skräckfilmsgenren än en gång. Den här gången i en serie intensiva, ofta blodiga skräckfilmer med sexuella övertoner, gjorda som "A-filmer" (till skillnad från "B-filmer"). Många av dessa filmer gjordes av respekterade filmskapare.
Roman Polanskis Rosemary's Baby (1968) blev en kritisk och populär succé, och en föregångare till 1970-talets otaliga filmer inom det ockulta, vilka inkluderade Exorcisten (1973) (regisserad av William Friedkin och skriven av William Peter Blatty, som också skrev romanen), och många andra succéer i vilka Djävulen hade huvudrollen, ofta genom att befrukta kvinnor eller ta barn i besittning. Onda barn och reinkarnation blev populära ämnen (till exempel Robert Wises United Artists film Audrey Rose, som handlar om en man som hävdar att hans dotter är en reinkarnation av en annan död person). En annan välkänd religiös skräckfilm var Omen (1976), i vilken en man inser att hans femåriga adopterade son är Antikrist. Genom hot som var av Satan cementerades banden mellan skräckfilm, postmodern stil och en dystopisk världsbild.
Hippiernas New Age-idéer från 1960-talet började och influera skräckfilmer, allt eftersom ungdomen som tidigare varit involverade i subkulturen började utforska mediet. Wes Cravens The Last House on the Left (1972) och Tobe Hoopers Motorsågsmassakern (1974) drev båda gränserna för vad som var tillåtet till sin spets; George Romero rannsakade uppgången av konsumentsamhället i sin zombieuppföljare från 1978, Dawn of the Dead; den kanadensiska regissören David Cronenberg uppdaterade "galen vetenskapsmans"-temat genom att utforska den samtida rädslan för teknologi och samhälle, och återuppfann "kroppsskräcken", med Shivers (1975).
Under 1970-talet gjordes också de första filmatiseringarna av skräckförfattaren Stephen Kings verk. Anpassningar av många av hans böcker filmatiserades, först ut var Brian De Palmas anpassning av Kings första publicerade roman Carrie, i filmen Carrie (1976), som Oscar-nominerades, även om det ofta har hävdats att dess lockelse låg hos dess psykologiska utforskning snarare än dess förmåga att skrämma. Och John Carpenter, som tidigare regisserat stoner-komedien Dark Star (1974), skapade succén Halloween, som introducerade temat på ungdomar som hotas av en övermänsklig ondska, och drog därmed igång "slasher-filmen" i USA, i Italien hade Mario Bava redan gjort den första slasherfilmen, A bay of blood, flera år tidigare. Denna subgenre bröt ut i hundratals alltmer våldsamma filmer under de följande decennierna.
Alien från 1979 kombinerade naturligt skådespel och 1970-talets grafiska våld med monsterintrigerna från tidigare decennier, och förnyade skräckfilmens bekantskap med science fiction. Den födde ett långvarigt koncept och otaliga imitationer under de följande 30 åren.
Under samma tid skedde en explosiv ökning av skräckfilm i Europa, särskilt från italienska filmskapare som Mario Bava, Dario Argento och Lucio Fulci, och från spanska filmskapare som Jacinto Molina (även känd som Paul Naschy), Amando de Ossorio och Jess Franco, vilka dubbades till engelska och fyllde drive-in-biografer som inte hade råd att visa film från de stora amerikanska producenterna. I dessa filmer figurerade ofta mer traditionella ämnen – till exempel vampyrer, varulvar, seriemördare, demoner, zombier – men behandlade med en mer distinkt europeisk stil som inkluderade kopiösa mängder splatter och sexualitet (vilket amerikanska producenter fortfarande var skygga för). Betydande nationella produktioner var giallo-filmerna från Italien som under hela 70-talet producerades i stora mängder, Jean Rollins romantiska/erotiska filmer från Frankrike, och Amicus Productions filmer från Storbritannien.

### 1978–1984, The golden age of gore
Den framstående skräckfilmsskribenten Chas. Balun utpekade perioden 1978 till 1984 som den blodigaste eran inom skräckfilmen och kallade perioden The golden age of gore, ungefär Splatterfilmens gyllene period. Inte nog med att slasherfilmen fick sitt stora genombrott under perioden, från Italien strömmade det ut filmer som Dr. Butcher, MD (äks. Zombie Holocaust), Lucio Fulci's Zombie, New York Ripper, The Beyond och City of the Living Dead, kannibalfilmer som Cannibal Ferox och Nazisploitation-genren nådde sin kulmen. Efter 1984 tog den amerikanska censuren, MPAA, hårdare tag mot dessa splatterfilmer samtidigt som den amerikanska biobranschen konsoliderades alltmer i några få ägares händer. Ägarna ville vinstmaximera och vägrade visa filmer som hade fått den fruktade X-stämpeln, X har alltid förknippats med pornografi i USA, och filmer som inte granskades (således Unrated) blev också bannlysta.
Resultatet blev som väntat att splatterfilmen hade allt svårare att leva upp till sitt namn och alla de filmserier som seglade upp under 80-talet efter den gyllene åldern blev hela tiden blodfattigare. Trenden vändes inte förrän tidigt 2000-tal.
1982 släpptes filmen Creepshow, manus skrevs av Stephen King som också är med och skådespelar i filmen. Det blev några uppföljare på den, med och utan Stephen King.

### 1980-talet

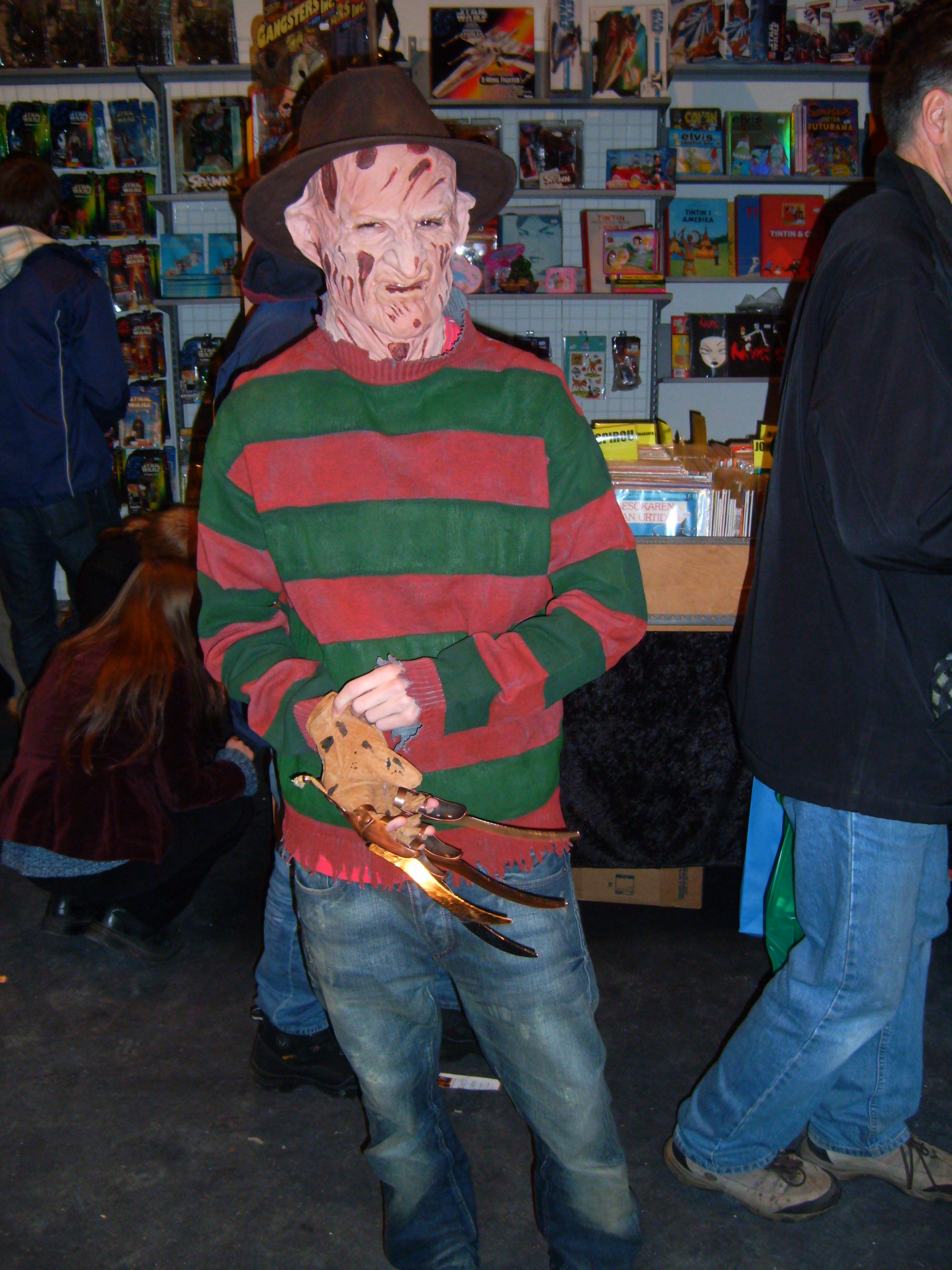
En person utklädd till Freddy Krueger från filmserien Terror på Elm Street.

Nästan alla framgångsrika skräckfilmer från 1980-talet fick uppföljare. Tobe Hoopers Poltergeist följdes av två uppföljare och en tv-serie. De ändlösa uppföljarna till Halloween, Fredagen den 13:e (1980), och Wes Cravens övernaturliga slasher Terror på Elm Street (1984) var välkända företrädare för skräckfilmen under 1980-talet, en trend som smädades av de flesta kritiker.
Hela 1980-talets amerikanska genreproduktion präglades av splatterfilmen, det skvättes stora mängder blod i filmerna, och dessutom slog sig några av filmerna in i det allmänna kulturmedvetandet och blev helt sonika popkultur. Jasons hockeymask i Fredagen den 13:e-filmerna (han bär masken i del 3 och framåt) och Freddys knivhandske från Terror på Elm Street-filmerna är de tydligaste arven.
Trots det fortsatte originella skräckfilmer att framträda sporadiskt: Henry: Portrait of a Serial Killer (Henry: En Massmördare, 1986), Clive Barkers Hellraiser (1987) och Tom Hollands Den onda dockan (1988) blev alla kritiskt hyllade och deras succé ledde till åtskilliga uppföljare. Många filmer anklagades för att innehålla överdrivet videovåld och totalförbjöds, vilket inte gjorde filmerna mindre populära.
När biograf-intäkterna för allvarlig, blodig, modern skräck började minska (exemplifierat av John Carpenters The Thing (1982)), började genren finna en ny publik i den växande hemvideo-marknaden, fastän den nya generationen filmer var mindre dyster i sin ton. Motel Hell (1980) och Frank Henenlotters Basket Case (1982) var de första filmerna från 1980-talet som självmedvetet och överdrivet drev med de tidigare decenniernas mörka konventioner (zombiefilmer som Night of the Living Dead och Dawn of the Dead innehöll svart komedi och satir, men var generellt mer dystra än roliga). Stuart Gordons Re-Animator, Dan O'Bannons The Return of the Living Dead, och Loyd Kaufmans The Toxic Avenger (alla från 1985), följde snart därpå. I Evil Dead II (1987), Sam Raimis rättframma slapstick-uppföljare till den relativt sansade The Evil Dead (1981), framkallades skratten ofta av splattern, och den definierade arketypen för splatter-komedi (refereras ofta till som splatstick i genretidskrifter). Nyzeeländske regissören Peter Jackson följde i Raimis fotspår med den extremt blodiga mikrobudget-filmen Bad Taste (1987).
Skräckfilmer fortsatte att orsaka kontroverser: i Storbritannien ledde hemvideomarknadens ökning till en växande medvetenhet hos allmänheten om skräckfilmer av ovannämnda typer, och oro över tillgången av sådant material för barn - trots att skräckfilmer aldrig riktat sig till barn. I USA blev Stilla natt, blodiga natt, en kontroversiell film från 1984, ett misslyckande på biograferna och drogs efterhand in på grund av dess innehåll: en mördande jultomte.
I Japan dök 1985 filmen Guinea Pig upp, mikrobudget var bara förnamnet, under knappt 45 minuter hade någon spelat in vad som föreföll vara tortyren och mordet på en kvinna. Det hela var filmat med en hemvideokamera och det finns ingen som helst story. I USA blev filmen föremål för en FBI-undersökning eftersom den troddes innehålla snuff, det vill säga riktiga mord filmade i kommersiellt syfte. Misstankarna avskrevs av FBI.
I Sverige producerades 1988 filmen Besökarna som blivit något av en klassiker bland svenska skräckfilmer, kanske mest på grund av genrens ringa storlek. En barnfamilj flyttar in i ett ensligt beläget drömhus på landet och råkar där ut för diverse spökerier orsakade av en demon. I Fangorias recension av filmen hävdas att det värsta som händer är att demonerna river ner tapeter.

### 1990-talet
Under första halvan av 1990-talet fortsatte genren med teman från 1980-talet. Den fick mindre kommersiella succéer med filmer som exempelvis uppföljare till Den onda dockan och Leprechaun-serien. Den kanadensiska filmen Cube (1997) var baserad på ett relativt nytt koncept och berörde en mängd sociala teman.
Emellertid hade den unga publik som frossat i de blodiga och morbida skräckfilmerna från de föregående två decennierna nu vuxit upp och den nya publiken för filmer av det fantasiartade slaget fångades istället in av den lavinartade ökningen av science fiction och heroiska fantasy-filmer fyllda med datorgenererade effekter och oavbruten action.
För att åter förena sig med sin publik började skräckgenren driva med sig själv och blev mer ironisk och rent ut parodisk, särskilt under 1990-talets senare hälft. Peter Jacksons Braindead (1992) (känd som Dead Alive i USA) tog splatterfilmen till löjlig överdrift för den komiska effekten. Francis Ford Coppolas Bram Stokers Dracula (1992), hade en ensemble av skådespelare och en stil från en annan era, och hörsammade storslagenheten hos 1960-talets Hammer Hommor. Wes Cravens Scream-filmer, med sin början 1996, visade upp ungdomar som var fullt medvetna om, och ofta refererade till, skräckfilmens historia, och blandade ironisk humor med skrämsel. Den återuppväckte den sovande slashergenren.
Bland de populära engelskspråkiga skräckfilmerna från det sena 1990-talet var det bara den överraskande publiksuccén The Blair Witch Project som försökte sig på att skrämmas rättframt. Men även då uppnåddes skräcken i det ironiska sammanhanget att filmen var en mockumentär och till sitt upplägg väldigt lik Ruggero Deodatos Cannibal Holocaust från 1980, en slags låtsasdokumentär. Tillsammans med den internationella succén hos japanske Hideo Nakatas Ringu 1997, påbörjades en trend i skräckfilmer att vara koncentrerade på mer nervkrypande och störande teman än på äckel. M. Night Shyamalans Sjätte sinnet (1999) var ett framgångsrikt exempel.

### 2000-talet
Ringu återupplivade skräckfilmsgenren i Japan (så kallad "J-Horror") vilket ledde till filmer som Takashi Shimizus Ju-on (2000) och Kiyoshi Kurosawas Pulse (2001). Andra framsteg inom skräcken var i japansk animation (exempelvis i otäcka "guro"-animationer), allteftersom japansk kultur nådde nya höjder av popularitet i väst (fastän de första anime-serierna och filmerna med skräcktema hade börjat framträda i väst redan under det sena 1980-talet).
Uppföljare, hyllningar och nyinspelningar av etablerade filmer från de gångna decennierna kom. Några betydande återuppväckanden inkluderar föreningen av två gamla koncept i Freddy vs. Jason (2003), de nya föreställningarna av Universal Horrors monstren i Van Helsing (2004), föregångaren till Exorcisten, såväl som ytterligare bidrag till Halloween och Den onda dockan-serierna. Nyinspelningar av tidigare succéer inkluderar Gore Verbinskis amerikanska version av Ringu (The Ring (2002)), och nyinspelningar av Dawn of the Dead (2004) samt The Amityville Horror (2005). Zombiegenren åtnjöt ett återuppväckande världen över, understödd, delvis, av succén hos "survival horror"-genren bland video- och datorspel (vilka själva var inspirerade av filmer). Några av dessa spel blev också filmatiserade (exempelvis Resident Evil (2002)). Rob Zombies House of 1000 Corpses och Eli Roths Cabin Fever var båda hyllningar till skräckfilmer från det sena 1970-talet och tidiga 1980-talet, av vilka den senare använde sig av kroppslig skräck som dess primära metod för att skrämmas.
Originella bidrag till genren under 2000-talet var en blandning av tonårsexploatering som Final Destination-filmerna, första från 2000, och seriösare försök till konventionell skräck, särskilt M. Night Shyamalans ytterligare skräckfilmer.
Det skedde också en mindre återupplivning av brittisk skräckfilmproduktion, av vilka de mer framgångsrika var 28 dagar senare (2002), Dog Soldiers (2002), Shaun of the Dead (2004) och Instängd (2005).
Med filmer som Instängd, Switchblade Romance, Hostel, Saw, 28 dagar senare och re-maken på Wes Cravens gamla ökenepos The Hills Have Eyes har splatterfilmen återigen stegat in i Hollywoods produktionsstudios men en ny term, tortyrfilm, har börjat cirkulera för att beskriva dem.

## Undergenrer
Nedan följer en lista över genrer som ofta förknippas med eller överlappar skräckgenren. Genrer som främst står på egna ben visas i kursiv stil.

- exploateringsfilm
- giallo
- gotisk skräck
- kannibalfilm
- mondo
- monsterfilm
- rape-revenge
- science fiction
- slasher
- sleazefilm
- snuff
- splatter
- terrorfilm
- thriller
- vampyrfilm
- varulvsfilm
- WIP - Women In Prison
- zombiefilm

## Betydande aktörer i genren

### Betydande regissörer
- Alfred Hitchcock
- Clive Barker
- Dario Argento
- David Cronenberg
- Eli Roth
- Freddie Francis
- F. W. Murnau
- George Iida
- George A. Romero
- Hideo Nakata
- Jacques Tourneur
- James Whale
- Jess Franco
- John Carpenter
- John Gilling
- Kiyoshi Kurosawa
- Lucio Fulci
- Mario Bava
- Masayuki Ochiai
- Peter Jackson
- Robert Wiene
- Roger Corman
- Roman Polański
- Ruggero Deodato
- Sam Raimi
- Takashi Miike
- Takashi Shimizu
- Terence Fisher
- Tobe Hooper
- Tod Browning
- Wes Craven
- William Malone

### Betydande skådespelare
- Anthony Hopkins
- Bela Lugosi
- Boris Karloff
- Bruce Campbell
- Christopher Lee
- Claude Rains
- Donald Pleasence
- Ingrid Pitt
- Jack Nicholson
- Jamie Lee Curtis
- John Carradine
- Kane Hodder
- Ken Foree
- Lon Chaney, Jr.
- Lon Chaney, Sr.
- Michael Gough
- Peter Cushing
- Peter Lorre
- Robert Englund
- Sarah Michelle Gellar
- Tony Todd
- Vincent Price

### Betydande studior
- American International Pictures
- Amicus
- Dimension Films
- Hammer Film Productions
- New Line Cinema
- Tigon
- Troma
- Universal

## Exempel på skräckfilmer
- Lista över skräckfilmer
- Kategori:skräckfilmer